# طابونة
طابونة، أو خبز الطابونة، هو خبز تقليدي تونسي يطهي في فرن من الطين النضيج، يسمى بذاته (طابونة).يُحمَّى الفرن بإحراق أعواد وأخشاب الأشجار ثم تحضر العجينة المكونة من السميد والماء وتشكل الأخيرة بشكل دوائر وتوضع علي أحد جوانب الفرن الداخلية حتى تنضج جيدا وتقدم ساخنة.

## الاسم

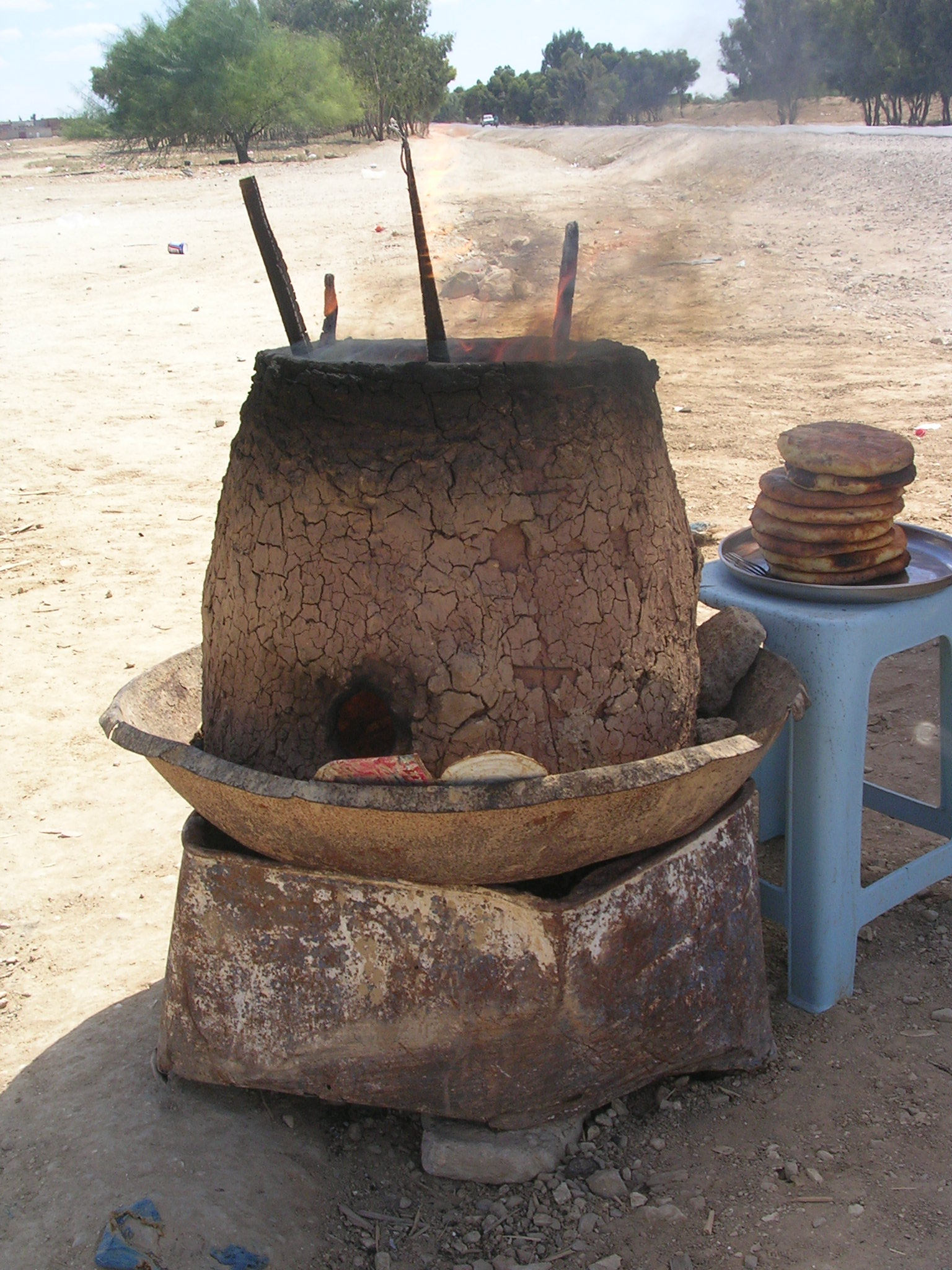
فرن لإعداد خبز الطابونة في مدينة القيروان التونسية

الاسم طابونة مشتق من طابون وهو الموضعُ الذي تُطْبَنُ فيه النارُ، ومن الفعل طَبَنَ  أي دفن النار في الطابون لكيْلا تَطْفَأَ. تختلف التسميات للطابونة ففي الشمال الغربي، مثل باجة تسمى جردڤه (مفرد) وجرادڤ (جمع) والفرن يسمى ڤوجه.